# House of Cards (Amerikaanse televisieserie)
House of Cards is een Amerikaanse televisieserie uit 2013 ontwikkeld door Beau Willimon voor de streamingdienst Netflix. Kevin Spacey speelde tot en met het vijfde seizoen de hoofdrol als Francis "Frank" Underwood, een genadeloos en ambitieus politicus in Washington D.C. Het politieke drama is gebaseerd op de gelijknamige Britse miniserie uit 1990.
Op 30 oktober 2017 werd bekend dat er na het zesde seizoen geen nieuw seizoen meer zou volgen. Spacey was inmiddels in opspraak geraakt wegens seksuele intimidatie (waarvan hij later werd vrijgesproken) en zijn personage werd vermoord in het onderliggende script. Het laatste seizoen ging op 2 november 2018 in première.

## Rolverdeling
- Kevin Spacey als afgevaardigde Francis "Frank" Underwood, een Democraat uit South Carolina, House Majority Whip in seizoen één, vicepresident in seizoen twee, de 46e president van de Verenigde Staten in seizoen drie tot en met vijf en vanaf seizoen vijf First Gentleman
- Robin Wright als Claire Hale-Underwood, Franks echtgenote en ex-leider van een non-profitorganisatie
- Kate Mara als Zoe Barnes, reporter voor The Washington Herald en later Slugline
- Corey Stoll als afgevaardigde Peter Russo, een Democraat uit Pennsylvania
- Michael Kelly als Douglas "Doug" Stamper, stafchef van het Witte Huis onder Frank Underwood
- Kristen Connolly als Christina Gallagher, Russo's assistente en minnares
- Constance Zimmer als Janine Skorsky, reporter voor The Washington Herald, later Slugline
- Sebastian Arcelus als Lucas Goodwin, redacteur bij The Washington Herald
- Sandrine Holt als Gillian Cole, leider van een grassrootsorganisatie
- Michael Gill als Garrett Walker, 45e president van de Verenigde Staten
- Dan Ziskie als Jim Matthews, de vicepresident en voormalig gouverneur van Pennsylvania
- Sakina Jaffrey als Linda Vasquez, stafchef van het Witte Huis onder Garrett Walker
- Ben Daniels als Adam Galloway, fotograaf en minnaar van Claire Underwood
- Mahershala Ali als Remy Danton, lobbyist
- Rachel Brosnahan als Rachel Posner, escort
- Reg E. Cathey als Freddy, restaurantuitbater
- Jayne Atkinson als senator Catherine Durant
- Boris McGiver als Tom Hammerschmidt, hoofdredacteur van The Washington Herald
- Gerald McRaney als Raymond Tusk, rijke zakenman en vriend van de president
- Al Sapienza als Marty Spinnella, vakbondslobbyist
- Molly Parker als Jacqueline "Jackie" Sharp, een oorlogsveterane, Congreslid uit Californie en Underwood's opvolger als House Majority Whip (11 afleveringen)
- Paul Sparks als Thomas Yates, biograaf, speechschrijver, tevens minnaar van Claire Underwood
- Kim Dickens als Kate Baldwin

### Hoofdrollen
| Acteur               | Personage                 | Aantal afleveringen | Aantal afleveringen | Aantal afleveringen | Aantal afleveringen | Aantal afleveringen | Aantal afleveringen | Aantal afleveringen |
| Acteur               | Personage                 | S1                  | S2                  | S3                  | S4                  | S5                  | S6                  | Totaal              |
| -------------------- | ------------------------- | ------------------- | ------------------- | ------------------- | ------------------- | ------------------- | ------------------- | ------------------- |
| Kevin Spacey         | Francis "Frank" Underwood | 13                  | 13                  | 13                  | 13                  | 13                  |                     | 65                  |
| Robin Wright         | Claire Hale-Underwood     | 13                  | 13                  | 13                  | 13                  | 13                  | 8                   | 73                  |
| Michael Kelly        | Douglas "Doug" Stamper    | 13                  | 12                  | 13                  | 13                  | 13                  | 8                   | 72                  |
| Jayne Atkinson       | Cathy Durant              | 3                   | 7                   | 4                   | 9                   | 11                  | 4                   | 38                  |
| Boris McGiver        | Tom Hammerschmidt         | 5                   | 2                   |                     | 7                   | 12                  | 5                   | 31                  |
| Mahershala Ali       | Remy Danton               | 8                   | 9                   | 11                  | 7                   |                     |                     | 35                  |
| Nathan Darrow        | Edward Meechum            | 10                  | 11                  | 11                  | 3                   |                     |                     | 35                  |
| Sebastian Arcelus    | Lucas Goodwin             | 8                   | 6                   |                     | 3                   |                     |                     | 17                  |
| Michel Gill          | Garrett Walker            | 9                   | 12                  |                     | 2                   | 1                   |                     | 24                  |
| Rachel Brosnahan     | Rachel Posner             | 7                   | 8                   | 4                   |                     |                     |                     | 19                  |
| Kristen Connolly     | Christina Gallagher       | 13                  | 4                   |                     |                     |                     |                     | 17                  |
| Kate Mara            | Zoe Barnes                | 12                  | 1                   |                     | 1                   |                     |                     | 14                  |
| Corey Stoll          | Peter Russo               | 11                  |                     |                     | 1                   |                     |                     | 12                  |
| Gerald McRaney       | Raymond Tusk              | 2                   | 11                  |                     | 2                   | 1                   |                     | 16                  |
| Derek Cecil          | Seth Grayson              |                     | 9                   | 11                  | 10                  | 12                  | 8                   | 50                  |
| Molly Parker         | Jackie Sharp              |                     | 10                  | 9                   | 6                   |                     |                     | 25                  |
| Jimmi Simpson        | Gavin Orsay               |                     | 8                   | 9                   |                     |                     |                     | 17                  |
| Mozhan Marnò         | Ayla Sayyad               |                     | 8                   | 3                   |                     |                     |                     | 11                  |
| Elizabeth Marvel     | Heather Dunbar            |                     | 3                   | 12                  | 8                   |                     |                     | 23                  |
| Lars Mikkelsen       | Viktor Petrov             |                     |                     | 4                   | 3                   | 3                   | 3                   | 13                  |
| Paul Sparks          | Thomas Yates              |                     |                     | 9                   | 6                   | 12                  |                     | 27                  |
| Neve Campbell        | Leann Harvey              |                     |                     |                     | 13                  | 12                  |                     | 25                  |
| Joel Kinnaman        | Will Conway               |                     |                     |                     | 8                   | 7                   |                     | 15                  |
| Dominique McElligott | Hannah Conway             |                     |                     |                     | 7                   | 8                   |                     | 15                  |
| Campbell Scott       | Mark Usher                |                     |                     |                     |                     | 12                  | 8                   | 20                  |
| Patricia Clarkson    | Jane Davis                |                     |                     |                     |                     | 7                   | 4                   | 11                  |

## Afleveringen

### Seizoen 1
Seizoen 1 bestaat uit 13 afleveringen die uitgebracht zijn op 1 februari 2013.
| Titel | Regie             | Scenario                                 |  |
| --- | ----------------- | ---------------------------------------- |  |
| Hoofdstuk 1 | David Fincher     | Beau Willimon                            |  |
| Frank wordt door de nieuwe president ondanks een eerdere belofte gepasseerd als minister van Buitenlandse Zaken. Aangemoedigd door Claire besluit hij nu zijn eigen plan te trekken als whip van de regeringsfractie in het Huis van Afgevaardigden. |                   |                                          |  |
| Hoofdstuk 2 | David Fincher     | Beau Willimon                            |  |
| Zoe Barnes wordt door Frank gebruikt voor een artikel dat het hele Witte Huis doet opschrikken. Senator Michael Kern trekt zich hierna terug als kandidaat-minister van Buitenlandse Zaken. Intussen slooft Frank zich met een groepje jonge talenten uit om iets van de uitgelekte Onderwijswet van de nieuwe minister van Onderwijs te maken. |                   |                                          |  |
| Hoofdstuk 3 | James Foley       | Beau Willimon & Keith Huff               |  |
| Frank moet de onderhandelingen over de nieuwe onderwijswet op zijn kantoor onderbreken vanwege een probleem in zijn thuisstaat. Nadat hij daar vakkundig een potentiële politieke bananenschil heeft opgeruimd, keert hij terug naar Washington. Zoe Barnes krijgt moeilijkheden met haar chef. |                   |                                          |  |
| Hoofdstuk 4 | James Foley       | Beau Willimon & Rick Cleveland           |  |
| Claire en Frank worden privé aan verleidingen blootgesteld, maar gaan er verschillend mee om. Peter moet zijn marinescheepswerf laten vallen om een coup van Frank in het Huis te faciliteren. |                   |                                          |  |
| Hoofdstuk 5 | Joel Schumacher   | Sarah Treem                              |  |
| Het wetsvoorstel inzake onderwijs brengt een feest van Claire in gevaar. Maar het schone water van de fondswerver spoelt de woede van de lerarenstaking weg. |                   |                                          |  |
| Hoofdstuk 6 | Joel Schumacher   | Sarah Treem                              |  |
| Frank komt in actie tegen de stakende docenten. Hij lijdt een pijnlijke nederlaag in een debat op CNN. Een baksteen door eigen ruit zet de stakingsleider uiteindelijk klem. |                   |                                          |  |
| Hoofdstuk 7 | Joel Schumacher   | Sam Forman                               |  |
| De onderwijswet wordt door de president ondertekend en na afloop is er gedoe over pennen. Peter wordt door de teruggekeerde Christina overgehaald om voor de gouverneurspost te gaan, hetgeen de vicepresident grote kopzorgen bezorgt over zijn thuisstaat. Doug wordt geconfronteerd met een vrouw uit zijn verleden. |                   |                                          |  |
| Hoofdstuk 8 | Charles McDougall | Beau Willimon                            |  |
| Frank wordt geëerd in zijn thuisstaat en Peter ook keert terug naar Philadelphia in zijn onwaarschijnlijke tocht om stemmen te winnen. De kijker ziet bij een dronken Frank de nachtelijke schaduwen van een verloren lichamelijke mannenvriendschap passeren. |                   |                                          |  |
| Hoofdstuk 9 | James Foley       | Beau Willimon & Rick Cleveland           |  |
| Peter gaat met Matthews op toer met de bus door Pennsylvania. Intussen probeert Frank in het Huis de belangrijke waterwet aangenomen te krijgen. SanCorp weet via vastzittende waterfilters in Zuid-Soedan de wetgevende macht te beïnvloeden. Claire kiest voor haar eigen NGO en tegen Frank. De waterwet voor Pennsylvania komt 1 stem tekort, nadat Claire bewust twee Democratische afgevaardigden op het verkeerde been zet. Zoe krijgt van Frank een lesje in het spel: "Voor wat hoort wat". |                   |                                          |  |
| Hoofdstuk 10 | Carl Franklin     | Sarah Treem                              |  |
| Frank verliest de controle over Claire, Zoe en Peter. Claire vertrekt voor een week naar Adam in New York. Zoe trekt in bij een vriendje van de Washington Herald en Peter voert campagne. |                   |                                          |  |
| Hoofdstuk 11 | Carl Franklin     | Keith Huff & Kate Barnow & Beau Willimon |  |
| Linda doorziet de ultieme bedoeling van Frank en ze steunt hem. De president en de vicepresident besluiten gezamenlijk dat laatstgenoemde zijn thuisstaat voor de Democraten zal gaan behouden. Peter sterft in zijn garage aan koolmonoxidevergiftiging. |                   |                                          |  |
| Hoofdstuk 12 | Allen Coulter     | Gina Gionfriddo & Beau Willimon          |  |
| Frank wordt door de president naar Saint Louis gestuurd om de rijke maar excentrieke zakenman Raymond Tusk thuis te polsen voor de post van vicepresident. Dwars door de huiselijke sfeer heen ervaart Frank opeens dat Raymond hem polst om Raymond zijn belangen als vicepresident te waarborgen. Janine en Zoe wroeten in de dood van Peter Russo. Claire is genoodzaakt de zwangere maar opstandige Gillian op non-actief te zetten.                                                             |                   |                                          |  |
| Hoofdstuk 13 | Allen Coulter     | Beau Willimon                            |  |
| Claire en de inmiddels ontslagen Gillian blijven onverzoenlijk tegenover elkaar staan. Claire vraagt een gynaecoloog wat haar kansen zijn op moederschap, na 3 eerdere abortussen. Frank speelt hoog spel in de energiewereld en de president beloont hem door hem als vicepresident te vragen wat hij accepteert. Raymond en de president geven bovendien toe al lang goede vrienden te zijn. Doug ruikt onraad in het snuffelen van Zoe en Janine naar de overleden Peter Russo.                   |                   |                                          |  |

### Seizoen 2
Seizoen 2 bestaat uit 13 afleveringen die uitgebracht zijn op 14 februari 2014.
| Titel | Regie         | Scenario                        |  |
| --- | ------------- | ------------------------------- |  |
| Hoofdstuk 14 | Carl Franklin | Beau Willimon                   |  |
| Lucas, Janine en Zoe onderzoeken nog steeds de dood van Peter. Claire biedt Gillian de leiding van haar firma aan in plaats van ontslag. Frank ziet Jackie als zijn opvolger in het Huis. Doug bemoeit zich weer intensief met Rachel. Na hem beschuldigd te hebben van moord op Peter, duwt Francis Zoe voor de aanstormende metrotrein. |               |                                 |  |
| Hoofdstuk 15 | Carl Franklin | Beau Willimon                   |  |
| Frank wordt in zijn eigen huis ingezworen als vicepresident, terwijl bouwvakkers het ombouwen tot ambtswoning. Claire ziet tot haar afgrijzen dat Frank generaal Dalton McGinnis moet decoreren. Ervoor en erna vertelt ze hem de details van de gruwelijke verkrachting als eerstejaars studente door Dalton. Lucas speurt nu verder op het Deep Web, nadat Janine de handdoek in de ring heeft gegooid. De aanpak van China is een splijtzwam tussen Tusk en de president, vicepresident en de minister van Buitenlandse Zaken. Jackie maakt meedogenloos gehakt van haar twee mannelijke tegenkandidaten, door haar mentor te slachtofferen. |               |                                 |  |
| Hoofdstuk 16 | James Foley   | Bill Cain                       |  |
| De spanning tussen Frank en Tusk neemt toe. Frank krijgt problemen met de Republikeinen vanwege hun onderlinge strijd in de Senaat. Een gemaakte afspraak over de door de Republikeinen gewenste verhoging van de pensioenleeftijd tot 68 jaar wordt ingetrokken. Frank bewijst dan zijn waarde als procedurekenner en tevens voorzitter van de Senaat. De President is voorlopig gered. Lucas zoekt wanhopig verder. |               |                                 |  |
| Hoofdstuk 17 | James Foley   | Laura Eason                     |  |
| Whip Jackie krijgt hulp van haar voorganger Frank om het wetsvoorstel om de pensioenleeftijd te verhogen ook door Het Huis te krijgen. Een onschuldige poederbrief in haar kantoor zorgt voor paniek en quarantaine in het Capitool. In die hectische uren besluit Claire het duo-interview van haar en de vicepresident terug te brengen tot een ondervraging van haarzelf. Terwijl Frank tevergeefs probeert partijgenoot Donald Blythe om te praten zien ze samen op televisie hoe Claire gedwongen wordt een abortus te bekennen. Na een korte pauze beschuldigt ze de zonet door haar man gedecoreerde generaal Dalton McGinnis van haar verkrachting. Jackie ontpopt zich als een succesvolle whip terwijl het Capitool wordt vrijgegeven. Thuis roken Francis en Claire tevreden een sigaretje samen. |               |                                 |  |
| Hoofdstuk 18 | John Coles    | Kenneth Lin                     |  |
| Bij het naspelen van de Amerikaanse Burgeroorlog komt Frank in contact met de soldaat die de gesneuvelde opa Augustus van zijn opa speelt. Tegelijkertijd voert hij onderhandelingen met de Chinese overheid over vrijhandel. Hij drijft voor het eerst een wig tussen de president en Tusk. Lucas wordt in de val gelokt en gearresteerd door de FBI. De first en second Ladies brengen de hoogste militairen in het nauw. |               |                                 |  |
| Hoofdstuk 19 | John Coles    | John Mankiewicz                 |  |
| De handelsoorlog met China leidt tot een acuut tekort aan Samarium voor de kerncentrales. De president en zijn vicepresident staan lijnrecht tegenover Raymond Tusk. Tom bezoekt Lucas in zijn cel en probeert halfslachtig de confrontatie met Frank aan te gaan in het witte Huis. Remy, inmiddels de loopjongen van Tusk, belandt in bed met Jackie die zelfverzekerd zijn kamer daarna verlaat. Het gooien van de eerste bal in het nieuwe honkbalseizoen in Camden Yards wordt Frank onmogelijk gemaakt door een geplande? stroomuitval. Terwijl het land zucht onder de hitte en stroomuitval krijgt Raymond bij Freddy een preek van Frank. Doug en Rachel draaien om elkaar heen. |               |                                 |  |
| Hoofdstuk 20 | James Foley   | Bill Kennedy                    |  |
| Agressieve spotjes van de Republikeinen leiden tot paniek bij de president. Doug volgt het geld tot in China waar Feng aandringt op de Long Island-brug. Freddy duikt op als traiteur bij het etentje van de president en zijn vrouw bij de Underwoods thuis. Frank laat Walker zijn miniatuurslagveld uit de Burgeroorlog zien. Patricia vertelt tegelijkertijd aan Claire dat haar huwelijk op springen staat. Casinobaas Lanigan kiest voor het geld van Raymond en laat Frank boos achter. |               |                                 |  |
| Hoofdstuk 21 | James Foley   | David Manson                    |  |
| Gekonkel over casino-rechten in Missouri bij de Indianen die indirect bepalen waar het campagnegeld terechtkomt. Linda ziet zich genoodzaakt haar ontslag in te dienen. De president en zijn vrouw gaan in het geheim in therapie. Frank drukt de Long Island brug door, maar de vraag is of dat het tij kan doen keren. Tusk gaat voluit. Claire wordt in de media geconfronteerd met haar minnaar-fotograaf, die Remy heeft opgeduikeld. |               |                                 |  |
| Hoofdstuk 22 | Jodie Coles   | Beau Willimon                   |  |
| Tusk zet keihard in op Claire en haar fotograaf. Francis wordt door hem getroffen in zijn vriendschap voor Freddy. Freddy is genoodzaakt zijn tent te sluiten en vertelt Frank dat hij hem nooit als een vriend heeft beschouwd. Claire was Adam toch al aan zijn nieuwe liefde uit Bogota verloren, maar inmiddels haten ze elkaar. |               |                                 |  |
| Hoofdstuk 23 | Robin Wright  | Laura Eason & Beau Willimon     |  |
| Een ex-marinier wordt opgepakt die Claire wilde ombrengen. Frank vertelt Jackie de waarheid. China en Japan staan op voet van oorlog en de Verenigde Staten moeten positie kiezen. Journaliste Sayyad bezoekt Tusk in Saint-Louis en vormt zich een goed beeld van hetgeen er speelt op het hoogste politieke niveau. De president en de vicepresident worden juridisch in het nauw gebracht door hun reacties op Chinese belangen. De president benoemt Heather Dunbar als speciale aanklager. Doug wordt uitgescholden door Frank en ontwikkelt liefdevolle gevoelens voor Rachel. |               |                                 |  |
| Hoofdstuk 24 | John Coles    | John Mankiewicz & Beau Willimon |  |
| De speciale aanklager verhoort Francis. Remy Danton probeert meerdere opties open te houden. Doug Stamper vecht tegen zijn demonen maar krijgt van Frank een derde kans. Claire heeft grote problemen met de acceptatie van haar wetsvoorstel door de labiele Megan. Doug en Seth hebben een persoonlijk gesprek over de strategie. Jackie en Remy komen er onderling niet uit. Frank en Remy komen in een kerk wel weer wat nader tot elkaar. Intussen heeft Heather alle reisgegevens van de president en de vicepresident overhandigd gekregen. Frank treft thuis een aangeschoten echtgenote met een gewonde veiligheidsman Meecham aan en besluit dat het dan tijd is voor een triootje. Doug ziet door een open venster Rachel in een bedscène met haar huisgenote. |               |                                 |  |
| Hoofdstuk 25 | James Foley   | Beau Willimon                   |  |
| Garrett verwijt Frank hem erin geluisd te hebben en wil hem niet meer zien. Zijn huwelijksproblemen liggen nu op straat. Feng onderhandelt vanuit Dubai met de minister van buitenlandse zaken over politiek asiel. Tusk is woedend dat hij voor Heather moet verschijnen. Claire sluit vrede met Jackie en trekt haar scherpere wet in. Jackie mag als oorlogsveterane haar lichtere wetsvoorstel verdedigen. Heather richt haar pijlen op dominee Larkin, de huwelijkstherapeut van het presidentiele echtpaar. Maar Raymond Tusk beroept zich bij haar op zijn zwijgrecht op grond van het vijfde amendement. Garrett en Patricia vertellen de pers over hun huwelijksproblemen. Jackie wordt bij de Underwoods uitgenodigd en merkt tot haar verbijstering dat ze de president willen afzetten.. |               |                                 |  |
| Hoofdstuk 26 | James Foley   | Beau Willimon                   |  |
| Linda wordt verhoord en komt terug om Garrett te redden. Jackie zoekt genoeg partijgenoten om met de oppositie samen de president af te kunnen zetten. Raymond en Frank praten over opties. Frank schrijft Garrett een brief op een typemachine van het merk Underwood. In een bijgesloten brief neemt Francis ondertekend voor alles de schuld op zich. Garrett draagt Frank op stemmen te gaan verzamelen in het Huis en Linda moet Tusk meedelen dat hij geen gratie krijgt. Hierop bekent Tusk zijn partijfinancieringen met medeweten van Garrett over de afgelopen 10 jaar. Vanuit Camp David besluit de president vrijwillig af te treden. Doug ontmoet Gavin die genoeg heeft van de FBI. Een ontmoeting met Rachel loopt uit de hand, ze slaat hem neer en rijdt in zijn auto weg. Frank gaat met Claire per helikopter naar Camp David waar de Walkers de macht overdragen aan de Underwoods. Francis wordt aldaar ingezworen als de 46e president van de Verenigde Staten. Zijn eerste daden zijn de vloot terugtrekken uit Japan en de onvoorwaardelijke verblijfsvergunning van Feng intrekken en hem naar China sturen. Claire geeft Frank een nieuwe verloren ring terug. |               |                                 |  |

### Seizoen 3
Seizoen 3 bestaat uit 13 afleveringen die door Netflix op 27 februari 2015 zijn uitgebracht.
| Titel | Regie             | Scenario             |  |
| --- | ----------------- | -------------------- |  |
| Hoofdstuk 27 | John Coles        | Beau Willimon        |  |
| Drie maanden later gaat de president terug naar het graf van zijn vader in Gaffney om erop te urineren. Doug heeft een zeer pijnlijke revalidatie voor de boeg, nadat hij meer dood dan levend is gevonden. Remy is de nieuwe stafchef en Donald Blythe vicepresident. Claire zet haar zinnen op de post van ambassadeur bij de Verenigde Naties. Frank probeert Amerika weer aan het werk te krijgen met zijn programma ‘America Works’: geen uitkeringen maar banen, iets dat in de uitwerking beide partijen in het Congres niet bevalt. |                   |                      |  |
| Hoofdstuk 28 | John Coles        | John Mankiewicz      |  |
| Na de tussentijdse verkiezingen domineren de Republikeinen het hele Congres. De leiding van de Democraten komt Frank de wacht aanzeggen. Hij dient zich niet kandidaat te stellen in 2016. Tegelijkertijd probeert Claire haar benoeming als VN-ambassadeur door de Senaat te krijgen, maar door een onhandige opmerking verliest ze nipt met 48 tegen 52. Frank gooit het over een andere boeg. Hij wil zijn American Works-plan door het Congres jagen. Werk in plaats van uitkeringen. Desgevraagd belooft Frank Claire haar alsnog te benoemen over 2 weken, als de Senaat met vakantie is. (Recess appointment) |                   |                      |  |
| Hoofdstuk 29 | Tucker Gates      | Frank Pugliese       |  |
| Viktor Petrov, de president van de Russische Federatie, komt naar het Witte Huis. Op het staatsdiner schoppen drie uitgenodigde leden van Pussy Riot een rel, maar het gezelschap drinkt zich er moedig doorheen. Na een dansje kust de vers gescheiden Petrov Claire vol op haar mond. Terwijl de presidenten in de kelder gesmokkelde Cubaanse sigaren roken, houden Cathy en Claire een pingpongbierfeestje. De minister van Buitenlandse Zaken en de VN-ambassadeur trekken een lijn. Frank sluit zich later bij hen aan als Petrov hem niet halverwege tegemoet wil komen inzake het Europese raketsysteem. De aflevering eindigt met een persconferentie waarin Francis Pussy Riot prijst. |                   |                      |  |
| Hoofdstuk 30 | Tucker Gates      | Laura Eason          |  |
| Heather Dunbar verdedigt de overheid bij het hooggerechtshof en wordt vervolgens door Frank als opperrechter gevraagd. Ze doorziet zijn spel en stelt zich als eerste kandidaat voor de presidentsverkiezingen in 2016. Claire probeert in de VN de Russen te omzeilen. Seth Grayson neemt de Witte Huis-perskaart in van Ayla Sayyad. Na een goed gesprek in een kerk met een bisschop spuugt Frank op een kruisbeeld en vernielt het. |                   |                      |  |
| Hoofdstuk 31 | James Foley       | Kenneth Lin          |  |
| De burgemeester Barney van Washington DC is een vriend van de president. Samen overleggen ze hoe ze het programma America Works succesvol kunnen opstarten in hun stad. Een tent voor werkzoekenden vlak voor het Capitool en een greep van 3 miljard dollar uit het rampenfonds. Heather voert campagne in IOWA en Doug biedt zich met succes aan bij Heather. Claire is druk bezig met haar vredesresolutie voor de Jordaanvallei en leest de Russische ambassadeur in het damestoilet de les. Frank ligt overhoop met allebei de partijen. Jackie doet met succes een huwelijksaanzoek. |                   |                      |  |
| Hoofdstuk 32 | James Foley       | Melissa James Gibson |  |
| De spanningen met Rusland lopen op maar Claire en Francis bezoeken Moskou. Doug blijkt veel bruikbare informatie voor Heather te hebben. Gavin blijft Doug helpen om Rachel terug te vinden en benadert Lisa en beweert valselijk seropositief te zijn. Claire probeert homo-activist Michael Corrigan mee terug te nemen uit zijn Russische cel. Maar hij weigert de opgestelde verklaring af te leggen. Viktor Petrov eist die wel om verder met Frank te kunnen overleggen over het omstreden Europese raketschild en de gezamenlijke actie op de bezette Jordaanoever. Petrov legt Francis de verschillen uit tussen het besturen van de Verenigde Staten en de Russische Federatie. Claire laat zich opsluiten in Michael zijn cel, die zichzelf ophangt met de sjaal van de presidentsvrouw als ze slaapt. Die laatste gebeurtenis en het optreden van Claire op de gezamenlijke persconferentie brengt ruzie tussen Frank, Viktor en Claire. De echtgenoten verlaten ruziënd Rusland, nadat Viktor en Frank elkaar eerder vriendschappelijk de hand hadden geschud. |                   |                      |  |
| Hoofdstuk 33 | John Dahl         | Beau Willimon        |  |
| Frank en Claire hernieuwen hun huwelijksbelofte na een onderling rumoerige maand. Beoogd biograaf Thomas Yates is een stille getuige en deelt Frank zijn geheimen mee. Gavin overhandigt Doug Stamper de verblijfplaats met camerabeelden van Rachel. Frank herdenkt 80 jaar bijstand uit de koker van FDR maar schakelt nu over op America Works. Hij krijgt onverwachte steun van onbekende Congresleden, die Washington zien opfleuren. Mysterieuze Tibetaanse monniken komen en verlaten plotsklaps weer het Witte Huis. Claire zegt de Israëlische VN-ambassadeur de wacht aan en keert terug in het echtelijk bed in het Witte Huis. |                   |                      |  |
| Hoofdstuk 34 | John Dahl         | Beau Willimon        |  |
| Hurricane Faith bedreigt de hele oostkust. Het Congres stelt 10 miljard dollar beschikbaar in een wet die de president voortaan verbiedt geld aan dit noodfonds te onttrekken om zijn America Works te bekostigen. Jackie en Heather voeren campagne in IOWA en door bemiddeling van Doug breken ze die af om de orkaan te weerstaan. Claire krijgt haar VN-resolutie aangenomen. Biograaf Thomas Yates wordt versierd door journaliste Kate Baldwin, die Francis op zijn hielen zit. Uiteindelijk is Frank gedwongen de wet te tekenen, waarna Faith afbuigt naar Bermuda. Freddy wordt met kleinzoon in het Witte Huis ontboden en krijgt zijn gewenste baan als tuinman. Frank vertelt Thomas dat hij zich kandidaat stelt voor 2016 en dat zijn biografie moet verschijnen. Zijn thema blijft: America Works. Het werkt immers in Washington DC. |                   |                      |  |
| Hoofdstuk 35 | Robin Wright      | John Mankiewicz      |  |
| Frank voert succesvol campagne in IOWA, maar moet abrupt naar huis als 8 Russen sneuvelen in de Jordaan Vallei. Gavin vertelt Doug dat Rachel dood is, welke nieuws hem tot dronkenschap brengt. Iedereen beschuldigt elkaar van de 8 Russische doden en zelfs de Russische FSB wordt genoemd. Een Amerikaanse onderzoeksmissie wordt verraden. Viktor en Frank zijn nu uitgesproken. Na een klus als invaller chauffeur voor Frank, wordt Remy gearresteerd. Nadat het misverstand is opgehelderd gaat hij uithuilen bij de inmiddels getrouwde Jackie, die hem als vriendin troost. De dronken Doug wordt door Meechum thuisgebracht, terwijl Frank Heather de mantel uitveegt. |                   |                      |  |
| Hoofdstuk 36 | Agnieszka Holland | Frank Pugliese       |  |
| Viktor Petrov dicteert Frank, die hem bezoekt in de Jordaan Vallei, zijn 3 voorwaarden. Het beëindigen van de missie, het weghalen van het raketschild in Midden Europa en het ontslag van Claire. Laatstgenoemde staat een goede relatie tussen hen in de weg. Doug krijgt zijn broer met zijn vrouw en 2 kinderen als logees. Gavin vertelt Lisa over zijn bedrog. Frank drinkt 's avonds laat wat met zijn biograaf Thomas, die bekent als schandknaap te hebben gewerkt. Ze weten net een intiem samenzijn te vermijden. Claire besluit zich alleen nog te richten op de herverkiezing van Frank. |                   |                      |  |
| Hoofdstuk 37 | Agnieszka Holland | Melissa James Gibson |  |
| Claire voert campagne voor Frank in IOWA. Gavin is veilig in het buitenland maar blijft Doug chanteren; hij stelt nu dat Rachel leeft. Frank neemt met handlanger Jackie de strategie door voor het IOWA-debat met Heather. Maar in het debat gaat alles anders. Heather verliest het debat, maar Frank verliest Jackie die zich beledigd terugtrekt uit de race met de opdracht aan haar kiezers om Heather te steunen. Terwijl Claire bloed geeft spreekt ze met biograaf Thomas. Haar bekentenissen over een zevenjarig huwelijkscontract dat steeds moet worden verlengd glijden weg in haar bewustzijnsverlies. Ze valt flauw. Remy neemt ontslag als stafchef van het Witte Huis en richt al zijn aandacht op Jackie, die intussen getrouwd is met hartchirurg Alan. |                   |                      |  |
| Hoofdstuk 38 | Robin Wright      | Beau Willimon        |  |
| Heather ligt nipt voor in IOWA. Claire verft haar haar terug blond en gaat mee op campagne. Een campagnegesprek achter gesloten deuren met een bedrogen moeder doet haar twijfelen over haar eigen huwelijk. De dementerende opperrechter Robert Jacobs vraagt zijn vriendin Heather Dunbar hem te vervangen, maar ze weigert. Ze benadert Doug en biedt op het abortusdagboek met 2 miljoen dollar en chanteert vervolgens Frank. Doug Stamper wordt nu benoemd tot perschef van het Witte Huis, nadat hij de belastende abortuspagina uit het boek voor de ogen van Frank in de Oval Office verbrandt. De getrouwde Jackie probeert wanhopig Remy terug in haar armen te krijgen. Biograaf Yates wordt ontslagen na een eerste hoofdstuk dat Frank noch Claire bevalt. Kate Baldwin zegt hem vervolgens ook nog eens de waarheid. Terug in het Witte Huis heeft Claire een onprettige mededeling voor de president. |                   |                      |  |
| Hoofdstuk 39 | James Foley       | Beau Willimon        |  |
| Stafchef Doug regelt zijn eigen zaakjes eerst. Hij spoort de levende Rachel op in Santa Fe. Laatstgenoemde heeft juist een valse identiteit gekregen als Cassie Lockhart. Doug besluit na ampele overwegingen haar te begraven in de woestijn. Verbitterd vliegt Claire terug naar Washington DC. Frank viert de overwinning op het rommelige bureau van zijn vrijwilligers, nadat Heather strijdbaar haar nederlaag toegaf. Terug in het Witte Huis breekt de strijd om de huwelijksmacht uit tussen de president en de first lady. Claire weigert mee te vliegen naar New Hampshire en zegt dat ze Frank verlaat. |                   |                      |  |

### Seizoen 4
Seizoen 4 bestaat uit 13 afleveringen die door Netflix op 4 maart 2016 zijn uitgebracht.
| Titel | Regie            | Scenario |  |
| --- | ---------------- | -------- |  |
| Hoofdstuk 40 | Tucker Gates     |          |  |
| Omdat Claire afwezig is tijdens de campagne, krijgt Frank problemen met de roddels over zijn huwelijksprobleem. Claire wil in haar thuisstaat Texas een campagne voor zichzelf beginnen. |                  |          |  |
| Hoofdstuk 41 | Tucker Gates     |          |  |
| President Underwood snijdt in zijn tweede State of the Union zijn echtgenote in Texas haar pas af. De situatie in Rusland verslechtert door een mislukte coup van rijke oligarchen. |                  |          |  |
| Hoofdstuk 42 | Robin Wright     |          |  |
| Claire helpt Frank met Zuid-Carolina, maar hij vertrouwt haar niet. Een schandaal komt naar boven op de verkiezingsdag en doet schade aan de campagne van Frank. Claire weet er meer van en wordt door Frank heengezonden als ze eist running-mate te worden. Frank speelt een gevaarlijk politiek spel met Rusland. Een hogere olieproductie in ruil voor uitlevering van een oligarch. |                  |          |  |
| Hoofdstuk 43 | Robin Wright     |          |  |
| De dag dat Claire haar echtscheiding indient bij Frank, wordt laatstgenoemde neergeschoten door Lucas Goodwin op een verkiezingsbijeenkomst. Terwijl de president voor zijn leven vecht, wordt vice-president Blythe ingezworen als waarnemend president. Samen met Claire formuleert hij een nieuw beleid jegens Rusland middels de China-optie. |                  |          |  |
| Hoofdstuk 44 | Tom Shankland    |          |  |
| Claire helpt de vicepresident Blythe met de Russische president Petrov; Lucas Goodwin's beschuldigingen worden postuum naar buiten gebracht. |                  |          |  |
| Hoofdstuk 45 | Tom Shankland    |          |  |
| Claire heeft een heftig gesprek met Catherine Durant over haar betrokkenheid met het overleg met Rusland. Doug zoekt wanhopig een nieuwe lever in het ambtelijke circuit voor Frank. Dunbar moet kiezen tussen haar campagne of haar morale waarden. Terwijl Frank succesvol een nieuwe lever krijgt vliegt Claire met Catherine naar de G7 te Brandenburg. Ze haalt Petrov over een energie-akkoord te sluiten met China en de VS. Terug in het Witte Huis neemt Frank na 2 weken het presidentschap weer op zich. |                  |          |  |
| Hoofdstuk 46 | Tom Shankland    |          |  |
| Claire en Frank zijn terug bij elkaar en werken samen om het hogere doel te behalen. Frank begint met zoeken naar een running mate om de campagne van de Republikeinse gouverneur van New York Conway te verzwakken. |                  |          |  |
| Hoofdstuk 47 | Alex Graves      |          |  |
| De Underwoords manipuleren de kandidatuur van een mogelijke vice-president om het ontwerp wapenwet van Claire te laten slagen. |                  |          |  |
| Hoofdstuk 48 | Robin Wright     |          |  |
| Tijdens de conventie zet Frank, Catherine Durant neer als zijn running mate maar achter de schermen heeft hij andere plannen. |                  |          |  |
| Hoofdstuk 49 | Robin Wright     |          |  |
| Wanneer zelfs het kandidaatschap van Frank in de open conventie onder druk komt te staan, begint Claire te twijfelen over hun plan. Ook maakt ze een moeilijke keuze die te maken heeft met haar moeder, die ze desgevraagd helpt bij het sterven. Tom helpt Claire met haar acceptatie speech op de conventie, die bij acclamatie het ticket Underwood-Underwood steunt. |                  |          |  |
| Hoofdstuk 50 | Kari Skogland    |          |  |
| Frank wil actie ondernemen tegen het terrorisme als antwoord op het krachtige beeld van Conway. Romanschrijver Thomas Yates is inmiddels alweer een tijd werkzaam als Claire's tekstschrijver. Als de seksuele aantrekkingskracht tussen hen te groot is geworden, besluit Francis praktisch tot een menage a trois. Dit alles om de hopeloos lijkende campagne te redden. |                  |          |  |
| Hoofdstuk 51 | Kari Skogland    |          |  |
| Frank vraagt aan Conway om hem te helpen met terroristen die 3 gijzelaars in Tennessee willen gaan vermoorden. Tom Hammerschmidt van de Washington Herald is oude beschuldigingen tegen Frank aan het onderzoeken. De familie Conway, vader moeder zoon en dochter, logeert tijdens de gijzelaarscrisis in het Witte Huis met Claire als hostess. |                  |          |  |
| Hoofdstuk 52 | Jakob Verbruggen |          |  |
| Terwijl de gijzelingssituatie doorgaat, begint Claire de onderhandelingen met Yusuf al Ahmadi, die vastzit op Guantánamo Bay, Cuba. Frank ontbiedt Hammerschmidt op het Witte Huis, maar krijgt hem niet klein. Frank en Claire zien drie weken voor de verkiezingen een nederlaag opdoemen en ze besluiten angst te veroorzaken. Na de live-onthoofding van de laatste gijzelaar verklaart Frank de totale oorlog aan IKO, het Islamitisch Kalifaat in de Oriënt.                                                  |                  |          |  |